# Лютівка (Полтавський район)
Лю́тівка —  село в Україні, у Решетилівській міській громаді Полтавського району Полтавської області. Населення становить 115 осіб. До 2020 орган місцевого самоврядування — Кукобівська сільська рада.

## Населення

### Мова
Розподіл населення за рідною мовою за даними перепису 2001 року:
| Мова       | Кількість | Відсоток |
| ---------- | --------- | -------- |
| українська | 111       | 96.52%   |
| російська  | 2         | 1.74%    |
| румунська  | 2         | 1.74%    |
| Усього     | 115       | 100%     |

## Географія
Село Лютівка знаходиться на правому березі річки Вільхова Говтва, вище за течією примикає село Кукобівка, нижче за течією на відстані 2,5 км розташоване село Демидівка, на протилежному березі - село Долина. Річка в цьому місці звивиста, утворює лимани, стариці та заболочені озера. Поруч проходить автомобільна дорога М03.

## Історія
12 червня 2020 року, відповідно до розпорядження Кабінету Міністрів України № 721-р «Про визначення адміністративних центрів та затвердження територій територіальних громад Полтавської області», село увійшло до складу Решетилівської міської громади.
19 липня 2020 року, в результаті адміністративно - територіальної реформи та ліквідації Решетилівського району, село увійшло до складу новоутвореного Полтавського району Полтавської області.